# Constantin Lecca
Constantin Lecca (Brașov, 1807-Bucarest, 1887) fue un pintor, dibujante y profesor rumano.

## Biografía
Nacido en Brașov el 4 de agosto de 1807, estudió pintura en Viena y Roma y luego partió a Valaquia y se instaló en Craiova, ciudad en la que impartió clases de dibujo. En 1847 se trasladó a Bucarest como profesor de dibujo del liceo Sfântul Sava hasta 1859. Falleció el 13 o 14 de octubre de 1887 en Bucarest.
Entre sus principales pinturas Rosetti menciona Entrada de Miguel el Valiente en Alba Iulia, Después de la batalla de Råzboent, Mihai Viteazu asesinado por Basta, El destripamiento de Radu Negru y un retrato de Cuza-Vodă. Las últimas pinturas pasaron a la colección de la Pinacoteca de Bucarest. También decoró las iglesias Madona Dudu de Craiova, Sfânta Troiţa de Braşov, Curtea Veche, Sfântu Gheorghe Noii, Răzvan-Vodă, Sfânta Ecaterina y Radu-Vodă de Bucarest.